# Rudolf Buttmann (Politiker, 1885)

Rudolf Buttmann

Rudolf Hermann Buttmann (* 4. Juli 1885 in Marktbreit; † 25. Januar 1947 in Stockdorf) war ein deutscher Jurist, Bibliothekar und Politiker (NSDAP). Er war unter anderem Mitglied des Reichstages.

## Leben und Beruf
Rudolf Hermann Buttmann wurde am 4. Juli 1885 als Sohn des Oberstudienrates und Geschichtsforschers Rudolf Buttmann in Marktbreit geboren. Nach Besuch des Gymnasiums in Zweibrücken nahm er ein Studium der Rechts- und Staatswissenschaften an den Universitäten in München, Freiburg im Breisgau und Berlin auf, das er 1907 mit dem Ersten juristischen Staatsexamen beendete. Ein Jahr später begann er ein Praktikum an der Königlich-Bayerischen Hof- und Staatsbibliothek in München. Während seines Studiums wurde er Mitglied des Akademischen Gesangvereins München. 1910 wurde er in München zum Doktor der Staatswissenschaften promoviert. Seit dem 1. Oktober 1910 arbeitete er bei der Bayerischen Landtagsbibliothek. Daneben unternahm er Reisen ins In- und Ausland. Von 1914 bis 1918 nahm er als Leutnant der Landwehr am Ersten Weltkrieg teil. Für seine Verdienste erhielt er das Eiserne Kreuz II. Klasse.
Buttmann war ab 1916 mit Karoline Schandl verheiratet, mit der er drei Söhne hatte.
Unmittelbar nach Beginn der Novemberrevolution am 7. November 1918 versuchte Buttmann erfolglos, andere Offiziere und bürgerliche Kreise für einen Bund der Kriegstreuen zur Restauration der Monarchie in Bayern mit Waffengewalt zu gewinnen. In der Folge machte sich Buttmann das Konzept der Bürgerwehr zu Eigen, einer paramilitärischen Organisation, welche die staatlichen Sicherheitsorgane bei der Aufrechterhaltung von Ruhe und Ordnung und bei der Sicherstellung einer verfassunggebenden Nationalversammlung gegen linksradikale Kräfte unterstützen sollte. Am 12. November 1918 dekretierte Erhard Auer einen Erlass, der die Bezirksämter und Gemeindeverwaltungen anwies, selbst Vorkehrungen zum Schutze von Leben und Eigentum der Bürger zu treffen. Mit der Bekanntgabe der einschlägigen Ausführungsbestimmungen am 18. November 1918 ließ sich Buttmann vom Referenten für Sicherheitsfragen im Innenministerium, Major Paul von Jahreiß, die Gründung einer Bürgerwehr genehmigen. Bezüglich der Waffenbeschaffung wurde Buttmann an das Ministerium für militärische Angelegenheiten verwiesen. Der Staatsminister für militärische Angelegenheiten Albert Roßhaupter sagte Buttmann in einem persönlichen Gespräch am 29. November 1918 zu, der Bürgerwehr Waffen zur Verfügung zu stellen, und riet ihm, auch die freien Gewerkschaften offiziell zu beteiligen. 1918 wurde er zudem Mitglied des Deutschvölkischen Schutz- und Trutzbundes. Nach dem 9. November 1918 setzte Buttmann seine Tätigkeit in der Bayerischen Landtagsbibliothek fort und wurde dort zum Oberbibliothekar befördert.

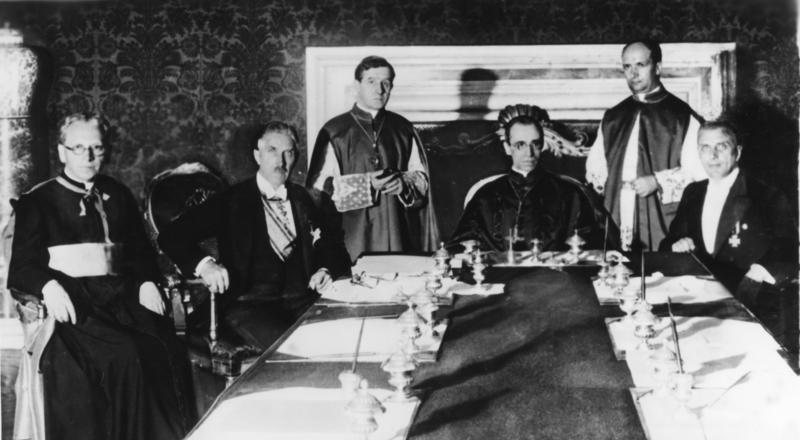
Unterzeichnung des Reichskonkordats in Rom, 20. Juli 1933. Von links: Prälat Ludwig Kaas, Vizekanzler Franz von Papen, Unterstaatssekretär Giuseppe Pizzardo, Kardinal Staatssekretär Eugenio Pacelli, Substitut Alfredo Ottaviani und Rudolf Buttmann

Rudolf Buttmann war ab Dezember 1933 Leiter der „Kanzlei bayerischer Reichstagsabgeordneter in München“, gehörte im gleichen Jahr zu den Gründungsmitgliedern der Akademie für Deutsches Recht und wurde Vorsitzender des Deutschen Sprachvereins. 1933 und 1934 gab er die Zeitschrift Völkische Kultur heraus. Von 1933 bis zu seiner Beurlaubung 1935 fungierte er als Ministerialdirektor und führte als Leiter der kulturpolitischen Abteilung im Reichsministerium des Innern die Verhandlungen mit dem Heiligen Stuhl zur Umsetzung des Reichskonkordats. Frustriert von der auf deutscher Seite mangelnden Bereitschaft, die Konkordatsvereinbarungen umzusetzen, bewarb er sich 1935 um die freigewordene Position des Generaldirektors der Bayerischen Staatsbibliothek, die er von 1935 bis 1945 bekleidete. Ab 1935 war Buttmann zudem der Vorsitzende des Deutschen Sprachpflegeamtes und Mitherausgeber der Zeitschrift Völkische Kultur. Seit 1936 arbeitete er mit dem Reichsinstitut für Geschichte des neuen Deutschlands zusammen und gehörte innerhalb dieser Einrichtung dem Beirat der „Forschungsabteilung Judenfrage“ an.
Buttmann starb am 25. Januar 1947 in Stockdorf bei München.

## Parteien
Während der Zeit des Deutschen Kaiserreiches war Buttmann Mitglied der Nationalliberalen Partei. Nach der Novemberrevolution trat er 1919 in die von ihm mitbegründete Deutschnationale Volkspartei (DNVP) ein, wurde 1922 aus dieser wieder ausgeschlossen, betätigte sich seit 1922 in der Völkischen Bewegung, gründete am 6. Januar 1924 zusammen mit Alexander Glaser und Rudolf von Xylander den Völkischen Block in Bayern und trat zum 21. April 1925 in die NSDAP ein (Mitgliedsnummer 4), für die er ab 27. Februar 1925 als Reichsredner tätig war. Ende 1929 versuchte er gemeinsam mit Wilhelm Frick beim bayerischen Innenminister Karl Stützel die Einbürgerung Adolf Hitlers zu erreichen, die aber von der Bayerischen Staatsregierung abgelehnt wurde. 1932/33 war Buttmann Abteilungsleiter in der Reichsleitung der NSDAP.

## Abgeordneter
Buttmann wurde 1924 für die Liste Der Völkische Block (DVB) in den Bayerischen Landtag gewählt, dem er als Mitglied bis 1933 angehörte. Im September 1925 wechselte er zur NSDAP-Fraktion über, die er von 1925 bis 1933 als Vorsitzender leitete. 1932/33 war er stellvertretender Vorsitzender des Ausschusses für Verkehrsfragen. Von 1933 bis 1945 war er Mitglied des Reichstages. Buttmann strebte das Amt eines bayrischen Ministerpräsidenten in einer Koalitionsregierung der NSDAP mit der Bayerischen Volkspartei an, zumal er mit Hans Ritter von Lex sehr gut bekannt war. Nach dem 30. Januar 1933 befürworteten Ernst Röhm, Adolf Wagner und Hans Schemm demgegenüber eine revolutionäre Machtübernahme in Bayern.

## Veröffentlichungen (Auswahl)
- Richard Jenning's volkswirtschaftliche Anschauungen: ein Beitrag zur Geschichte der subjektiven Werttheorie. Kranzbühler, Zweibrücken 1910.
- Bayerische Politik 1924–1928. Eher, München 1928 (Nationalsozialistische Bibliothek; 5).
- Warum Sozialdemokrat? Deutscher Volksverlag, München 1929 (Totgeschwiegene Wahrheiten; 1).
- Der bayerische Landtagsskandal vom 17. Juni 1932: die Entrechtung von 1 270 792 Wählern durch den Landtags-Präsidenten. National-Sozialistische Landtagsfraktion, München 1932.
- Nationalsozialistische Staatsauffassung: Vortrag im Rahmen der Bayerischen Verwaltungsakademie; gehalten am 7. Juni 1933 im Auditorium Maximum der Universität München. Höfling, München 1933.